# Eva J. Pell

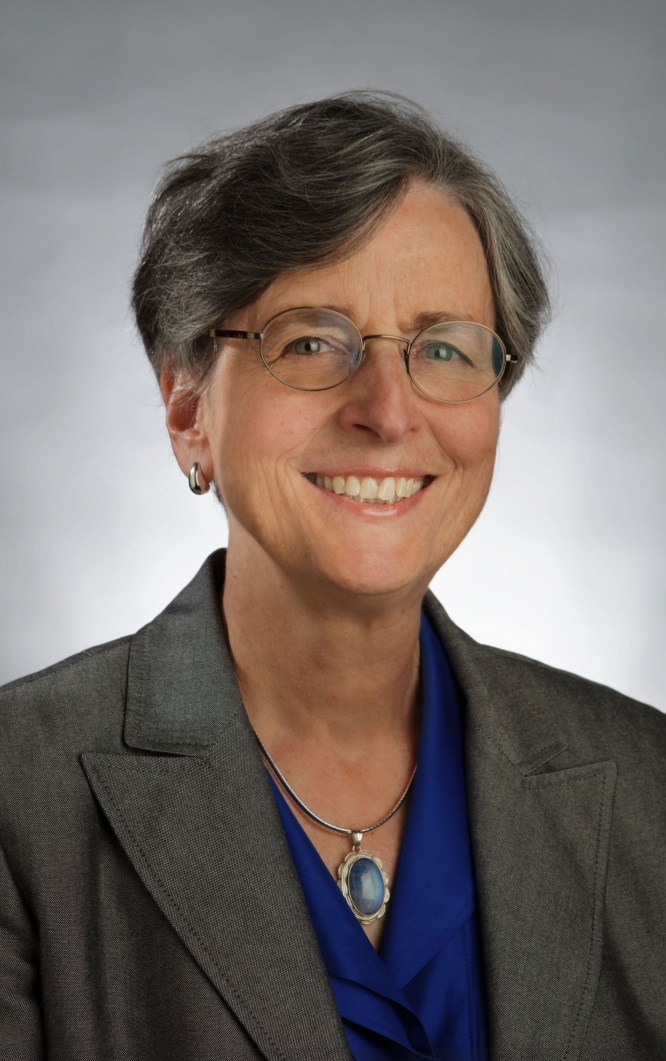
Eva Pell, subsecretaria de Ciencia del Instituto Smithsonian.

Eva J. Pell (nacida el 11 de marzo de 1948) es bióloga, fitopatóloga y administradora científica. La investigación de Pell se centró en los impactos fisiológicos y bioquímicos de los contaminantes del aire en la vegetación. Como administrador científico en la Universidad Estatal de Pensilvania y el Instituto Smithsonian, el Dr. Pell inició varios institutos científicos paninstitucionales. Desde que dejó el Smithsonian, está desarrollando una serie de historias de aventuras para niños de escuela primaria con el tema del rescate de especies en peligro de extinción.

## Edad temprana y educación
Eva Joy Pell nació en Nueva York, Nueva York . Obtuvo una licenciatura en biología del City College de Nueva York en 1968 y un doctorado en biología vegetal de la Universidad de Rutgers en 1972. 

## Carrera
Eva J. Pell fue nombrada profesora asistente de fitopatología en la Universidad Estatal de Pensilvania en 1973. En 1991, fue nombrada Profesora Distinguida de Fitopatología y en 1995, fue nombrada Profesora John y Nancy Steimer de Ciencias Agrícolas. La investigación de Pell se centró en los impactos fisiológicos y bioquímicos de los contaminantes del aire en la vegetación, y su investigación abarcó desde lo molecular hasta lo ecofisiológico. Su trabajo examinó varios contaminantes (dióxido de azufre, lluvia ácida y ozono) y es conocida por su estudio del mecanismo de senescencia (envejecimiento) acelerado de las hojas inducido por el ozono. Es autora o coautora de más de 100 publicaciones y 65 resúmenes.
La carrera de Pell como administradora científica comenzó el 1 de julio de 1999 cuando fue nombrada vicepresidenta interina de investigación en la Universidad Estatal de Pensilvania, cargo que ocupó hasta enero de 2000. Ese mismo mes, el Dr. Pell fue nombrada Vicepresidente de Investigación y Decana de la Escuela de Graduados de la Universidad Estatal de Pensilvania. El 12 de mayo de 2006, su título fue cambiado a vicepresidenta sénior de Investigación y decana de la Escuela de Graduados, cargo que ocupó hasta el 31 de diciembre de 2009. 
En su papel de vicepresidenta sénior de investigación, Pell encabezó el desarrollo de institutos interdisciplinarios de ciencias biológicas, materiales, energía y medio ambiente, ciencias sociales, ciberciencias y artes y humanidades. Supervisó el desarrollo completo de los Institutos Huck de Ciencias de la Vida, el Instituto de Investigación de Materiales, el Instituto de Investigación de Ciencias Sociales, los Institutos de Energía y Medio Ambiente de Penn State y el Instituto de Ciberciencia. Una consecuencia de ese esfuerzo incluyó que Eva defendiera la construcción del Complejo Científico Millennium de última generación, sede de los Institutos Huck de Ciencias de la Vida y el Instituto de Investigación de Materiales. Los seis institutos dependían directamente de ella. También fue responsable de la investigación patrocinada, el cumplimiento y el centro de investigación animal de la universidad. Además, Pell fue responsable de la Organización de Transferencia de Tecnología e Investigación de Penn State, que conecta a los investigadores de Penn State con las industrias para estimular el desarrollo económico. Pell participó activamente en el desarrollo económico y formó parte de numerosas juntas estatales, incluido el Centro Ben Franklin del centro y norte de Pensilvania, la Autoridad de Desarrollo Tecnológico Ben Franklin, Technology Collaborative y el Invernadero de Ciencias Biológicas del centro de Pensilvania. También fue presidenta de la Penn State Research Foundation y de Research Park Management Corp. 
Como decano de la Escuela de Graduados de Penn State, Pell supervisó las admisiones de posgrado, las becas, los premios y el plan de estudios y desarrolló varios programas en Penn State para aumentar el número de solicitantes de minorías para programas de posgrado. Durante el mandato de Pell en la oficina de investigación de Penn State se produjo un aumento de casi el doble en los gastos de investigación de 393 millones de dólares a 765 millones de dólares en 2009. Según la Fundación Nacional de Ciencias, Penn State ocupó el noveno lugar a nivel nacional entre todas las universidades públicas y privadas en gastos de investigación y desarrollo en ciencia e ingeniería.
El 9 de septiembre de 2011, la Junta Directiva de Penn State aprobó el viernes el nombre de un nuevo edificio de laboratorio como "Laboratorio Eva J. Pell para investigaciones biológicas avanzadas". El edificio de 20.000 pies cuadrados fue diseñado para apoyar la investigación en inmunología y enfermedades infecciosas. Pell trabajó para Penn State durante 36 años antes de dejarlo para trabajar como Subsecretario de Ciencias en el Instituto Smithsonian el 4 de enero de 2010. En su función en el Smithsonian, supervisó las operaciones del Museo Nacional de Historia Natural; el Museo Nacional del Aire y el Espacio; el Zoológico Nacional y su Centro de Investigación y Conservación en Front Royal, Virginia; el Observatorio Astrofísico Smithsonian en Cambridge, Massachusetts; el Centro de Investigación Ambiental Smithsonian en Edgewater, Maryland; el Instituto de Conservación del Museo Smithsonian en Suitland, Maryland; y el Instituto Smithsonian de Investigaciones Tropicales en Panamá.
Durante el mandato de Pell en el Smithsonian, el Instituto Smithsonian de Biología de la Conservación abrió un laboratorio de genética de última generación en el Zoológico Nacional de Washington D. C. Además, en octubre de 2012, el Smithsonian anunció la formación de los Observatorios Marinos Tennenbaum. Red. El proyecto será la primera red mundial de sitios de campo ecológicos costeros con el objetivo de estandarizar las mediciones del cambio biológico.Pell se retiró de la Institución Smithsonian en marzo de 2014. En septiembre de 2019, Pell publicó la primera de una serie de novelas de aventuras sobre el rescate de especies en peligro de extinción para niños de 9 a 12 años, titulada ResQ and the Baby Orangutan. El segundo libro de la serie, ResQ Takes on the Takhi, se publicó en 2020, y el tercer libro, ResQ en Panamá: ¿Podemos salvar a las ranas?, en 2022.

## Vida privada
Eva J. Pell está casada con Ira Pell. Tienen dos hijas mayores, Erika y Rachel Pell, y tres nietos.